# Paul Eldridge
Paul Eldridge (5 de maio de 1888 - 28 de julho de 1982 foi um poeta, romancista, escritor de contos e professor estadunidense. 
O filho de Leon e Jeanette Eldridge (Nome de solteira Lafleur), ele nasceu em Bucareste, Romênia, em 5 de maio de 1888  e imigrou com sua família para os Estados Unidos em 15 de agosto de 1900. Mais tarde, casou-se com uma colega escritora, Sylvette de Lamar (autora do romance de 1932 Jews With the Cross). Ele obteve seu Bachelor of Science pela Universidade Temple em 1909, seu Master of Arts. pela Universidade da Pensilvânia em 1911, e um doutoradopela Universidade de Paris em 1913. Foi professor de línguas românicas no ensino médio em Nova Iorque até sua aposentadoria em 1945. Foi palestrante sobre Literatura Americana na Sorbonne em 1913 e na Universidade de Florença em 1923. Mais tarde, foi instrutor de Literatura Inglesa na Saint John's College na Filadélfia, de 1910 a 1912, e foi membro da Authors' and Dramatists' League da Authors' Guild of America.
Ele é mais conhecido por colaborar com o romancista e poeta americano George Sylvester Viereck, que foi preso como agente nazista na década de 1940, em uma trilogia de romances de fantasia exótica de 1928 a 1932: "My First Two Thousand Years: the Autobiography of the Wandering Jew", "Salome: the Wandering Jewess" e "The Invincible Adam". Sendo um autor altamente prolífico, muitos de seus livros posteriores foram publicados por E. Haldeman-Julius em sua série Big Blue Books. Ele morreu aos 94 anos em um asilo em Nova York no dia 26 de julho de 1982.